# Guardami negli occhi (prego)
Guardami negli occhi (prego) è un singolo del cantante svizzero Paolo Meneguzzi, estratto dalla riedizione del secondo album in studio Lei è e pubblicato nel febbraio 2004.

## Descrizione
Scritto dallo stesso Meneguzzi insieme a Rosario Di Bella, Dino Melotti e Luca Mattioni, il brano è stato presentato per la prima volta dal vivo al Festival di Sanremo 2004, nel quale si è classificato alla quarta posizione.
Il singolo entra in classifica il 25 marzo 2004 al terzo posto della Top Singoli, rimanendo in classifica per tre settimane consecutive, e alla prima in quella inerente all'airplay.

## Tracce
1. Guardami negli occhi (prego) – 3:20 (Paolo Meneguzzi, Rosario Di Bella, Dino Melotti, Luca Mattioni)
2. Diversa dalle altre – 3:34 (Paolo Meneguzzi, Dino Melotti, Rosario Di Bella)
3. Guardami negli occhi (prego) (Instrumental Version) – 3:20 (musica: Paolo Meneguzzi, Rosario Di Bella, Dino Melotti, Luca Mattioni)

## Formazione
Musicisti
- Paolo Meneguzzi – voce
- Giorgio Secco – chitarra
- Luca Mattioni – arrangiamento, programmazione
- Barbara Evans, Giulia St. Louis – cori

Produzione
- Massimo Scolari – produzione esecutiva
- Paolo Meneguzzi, Luca Mattioni, Dino Melotti – produzione artistica
- Matteo Cifelli – registrazione voce e cori
- Gabriele Gigli – registrazione chitarra
- Matt Howe – missaggio
- Miles Showell – mastering

## Classifiche
| Classifica (2004) | Posizione massima |
| ----------------- | ----------------- |
| Italia            | 3                 |